# 1. československá fotbalová liga 1964/1965
1. československou ligu v sezóně 1964 – 1965 vyhrála Sparta ČKD Praha.

## Tabulka ligy 1964/65
| Poř. | Tým                 | Z  | V  | R  | P  | VG | OG | B  |
| ---- | ------------------- | -- | -- | -- | -- | -- | -- | -- |
| 1.   | Sparta Praha        | 26 | 18 | 6  | 2  | 59 | 22 | 40 |
| 2.   | Tatran Prešov       | 26 | 15 | 3  | 8  | 38 | 22 | 33 |
| 3.   | VSS Košice          | 26 | 11 | 8  | 7  | 35 | 31 | 30 |
| 4.   | Slovnaft Bratislava | 26 | 11 | 7  | 8  | 33 | 22 | 29 |
| 5.   | Jednota Trenčín     | 26 | 13 | 3  | 10 | 47 | 33 | 29 |
| 6.   | Slovan Bratislava   | 26 | 7  | 14 | 5  | 35 | 26 | 28 |
| 7.   | Baník Ostrava       | 26 | 11 | 6  | 9  | 44 | 33 | 28 |
| 8.   | Dukla Praha         | 26 | 9  | 9  | 8  | 37 | 24 | 27 |
| 9.   | Slovan Teplice      | 26 | 12 | 1  | 13 | 31 | 53 | 25 |
| 10.  | Spartak Trnava      | 26 | 8  | 8  | 10 | 33 | 36 | 24 |
| 11.  | Spartak ZJŠ Brno    | 26 | 7  | 10 | 9  | 19 | 26 | 24 |
| 12.  | SONP Kladno         | 26 | 6  | 6  | 14 | 31 | 44 | 18 |
| 13.  | Bohemians Praha     | 26 | 5  | 7  | 14 | 29 | 48 | 17 |
| 14.  | Jiskra Otrokovice   | 26 | 2  | 6  | 18 | 20 | 71 | 10 |

## Soupisky mužstev

### Sparta Praha
Werner Kotas (5/0/0),
Antonín Kramerius (25/0/10) –
Pavel Dyba (22/4),
Jiří Gůra (23/0),
Jiří Hák (5/0),
Milan Kollár (14/0),
Vladimír Kos (18/4)
Tadeáš Kraus (19/7),
Andrej Kvašňák (17/6),
Václav Mašek (25/17),
Ivan Mráz (23/16),
Květoslav Novák (1/0),
Arnošt Pazdera (1/0),
Tomáš Pospíchal (13/1),
Václav Potměšil (3/0),
Karel Steiningel (6/0),
Vladimír Táborský (26/0),
Jiří Tichý (21/0),
Josef Vojta (16/1),
Václav Vrána (24/3) –
trenér Václav Ježek

### Tatran Prešov
Jozef Bobok (3/0/0),
Július Holeš (26/0/9) –
Jozef Bomba (19/1),
Jozef Gavroň (15/0),
Anton Kozman (24/4),
Štefan Kulan (26/3),
Imrich Magdoško (1/0),
Ján Medviď (6/0),
Jozef Obert (25/11),
Štefan Páll (25/2),
Ladislav Pavlovič (19/3),
Karol Petroš (2/2),
Jozef Petruľák (26/3),
Alexander Rias (16/0),
Jozef Seman (1/0),
Ľudovít Štefan (13/8),
Milan Urban (26/0),
Štefan Zsarnay (20/0) –
trenéři Jozef Karel (1.–13. kolo) a Jozef Steiner (14.–26. kolo)

### VSS Košice
Anton Švajlen (26/5/12) –
Gejza Csákvári (10/1),
Alexander Felszeghy (15/0),
Ladislav Gacek (6/1),
Štefan Jutka (10/0),
Július Kánássy (24/1),
Milan Mravec (21/4),
Augustín Müller (9/1),
Pavol Ondo (9/1),
Michal Pavlík (21/0),
Pavol Pintér (16/3),
Ivan Piršč (25/0),
Jaroslav Pollák (1/0),
Dezider Serfözö (5/0),
Anton Smetana (4/0),
Ján Strausz (26/11),
Juraj Šomoši (25/4),
Štefan Tóth (26/0),
Tibor Tóth (26/1) –
trenér Štefan Jačiansky

### Slovnaft Bratislava
Peter Fülle (25/0/12),
Justín Javorek (4/0/1) –
Titus Buberník (14/0),
Ottmar Deutsch (23/0),
Milan Dolinský (18/6),
Ján Feriančík (13/0),
Eduard Gáborík (26/6),
Kazimír Gajdoš (13/0),
Milan Hrica (23/0),
Ladislav Kačáni (4/0),
Anton Kuchárek (1/0),
Jozef Levický (18/7),
Štefan Matlák (17/1),
Michal Medviď (24/3),
Gustáv Mráz (18/0),
Anton Obložinský (6/2),
Ján Ondrášek (16/4),
Adolf Scherer (13/2),
Juraj Szikora (10/1),
Peter Šolin (3/0),
Vladimír Weiss (23/0) –
trenéři Božin Laskov (1.–13. kolo) a Karol Bučko (14.–26. kolo)

### Jednota Trenčín
Vojtech Oravec (11/0/0),
Tibor Rihošek (20/0/4) –
Pavol Bencz (26/21),
Emil Bezdeda (3/0),
Miroslav Čemez (21/0),
Telesfor Halmo (19/0),
Štefan Hojsík (26/4),
Pavol Hudcovský (5/0),
Jozef Jankech (8/2),
Miroslav Kľuka (20/0),
Ľudovít Koiš (25/7),
Marián Kozinka (11/1),
Vojtech Masný (26/8),
Milan Navrátil (21/4),
Anton Pokorný (26/0),
Štefan Rebro (7/0),
Ferdinand Schwarz (19/0),
Rudolf Šefčík (8/0),
Peter Žitňanský (4/0) –
trenéři Karol Borhy (1.–7. kolo) a Milan Rovňan (8.–26. kolo)

### Slovan Bratislava
Viliam Schrojf (22/0/11),
Alexander Vencel (4/0/1) –
Jozef Adamec (14/6),
Ľudovít Cvetler (23/7),
Jozef Fillo (22/0),
Jozef Határ (9/2),
Alexander Horváth (24/1),
Ivan Hrdlička (23/1),
Viliam Hrnčár (9/4),
Marián Jokel (5/0),
Karol Jokl (24/5),
Pavol Molnár (11/3),
Peter Molnár (10/1),
Vladimír Pisárik (12/0),
Ján Popluhár (24/0),
Ján Šlosiarik (10/0),
Jozef Tománek (16/5),
Anton Urban (21/1),
Jozef Vengloš (10/1),
Ľudovít Zlocha (5/0) –
trenér Leopold Šťastný

### Baník Ostrava
Josef Geryk (15/0/4),
Vladimír Mokrohajský (16/0/4) –
Prokop Daněk (26/0),
Karel Dvořák (24/0),
Jan Chlopek (3/0),
Karel Jünger (16/5),
Jan Kniezek (23/0),
Bedřich Köhler (9/0),
Jiří Kománek (17/5),
Jan Krupička (2/0),
Petr Křižák (14/5),
Ladislav Michalík (24/5),
Miroslav Mikeska (7/0),
Miroslav Ondra (1/0),
František Piwowarski (1/0),
Ján Polakovič (1/0),
Tomáš Pospíchal (13/5),
Antonín Řezníček (10/0),
Milan Sirý (1/0),
Zdeněk Stanczo (26/1),
František Valošek (26/13),
Jiří Večerek (25/2),
Miroslav Wiecek (11/3) –
trenéři František Bufka (1.–13. kolo) a Zdeněk Šajer (14.–26. kolo)

### Dukla Praha
Pavel Kouba (22/0/7),
Ivo Viktor (5/0/3) –
Jan Brumovský (14/2),
Jiří Čadek (24/0),
Miroslav Čmarada (6/0),
Milan Dvořák (15/2),
Ján Geleta (23/3),
Josef Jelínek (19/5),
František Jílek (6/1),
Dušan Kabát (8/1),
Karel Knesl (15/0),
Josef Masopust (22/3),
Jozef Morávek (5/1),
Josef Nedorost (13/3),
Ivan Novák (10/0),
Ladislav Novák (19/0),
Svatopluk Pluskal (23/2),
Miroslav Rödr (20/5),
Jan Smuda (2/0),
František Šafránek (1/0),
Josef Vacenovský (24/8),
František Veselý (4/0) –
trenér Jaroslav Vejvoda

### Slovan Teplice
Václav Kameník (2/0/0),
Jiří Sedláček (21/0/7),
Antonín Wencl (5/0/0) –
Bohuslav Bílý (4/0),
Jan Bugár (1/0),
Jaroslav Časta (16/2),
Jaroslav Dočkal (24/5),
Jiří Grund (22/4),
Jindřich Helgert (2/0),
Miloš Herbst (11/4),
Jiří Hoffmann (17/3),
Milan Holomoj (23/4),
Karel Koleš (18/2),
Jan Krejčí (3/0),
Eduard Kubrický (14/3),
Rudolf Mader (6/0),
Alfréd Malina (26/0),
Petr Mikšovič (1/0),
Josef Myslivec (21/0),
Jiří Petrželka (5/0),
Roman Sádlo (1/0),
Rudolf Smetana (22/0),
Pavol Senáši (1/0),
Emil Stibor (25/2),
Otakar Šídlo (7/0),
Václav Špindler (2/0) –
trenér Vlastimil Chobot

### Spartak Trnava
Ján Hrnčírik (1/0/0),
Šimon Kočiš (2/0/0),
František Kozinka (14/0/4),
Imrich Stacho (11/0/3) –
Milan Barták (1/0),
Ján Benko (19/0),
Jozef Bóri (5/0),
Emil Brunovský (11/3),
Dušan Gabalec (11/0),
Milan Gerič (2/1),
Ivan Haščík (3/0),
Ján Horváth (10/0),
Anton Hrušecký (26/7),
Stanislav Jarábek (26/2),
Jaroslav Kravárik (22/5),
Ladislav Kuna (22/1),
Kamil Majerník (26/5),
Stanislav Martinkovič (9/0),
Ľudovít Olšovský (11/0),
... Pavlíček (16/0),
Štefan Slezák (4/0),
Ján Šturdík (5/0),
Valerián Švec (25/7),
Ján Zlocha (17/1) –
trenér Anton Malatinský

### Spartak ZJŠ Brno
František Schmucker (24/0/11),
Pavel Spišák (2/0/0) –
Ján Brada (13/3),
Zdeněk Farmačka (14/0),
Jindřich Hájek (1/0),
Bohumil Hlaváč (19/3),
Tomáš Hradský (18/1),
Pando Jankulovski (2/0),
Juraj Janoščin (23/0),
Karel Kohlík (13/0),
Zdeněk Koláček (4/0),
Karel Komárek (15/0),
Karel Lichtnégl (23/8),
Arnošt Lukášek (3/0),
Bohumil Píšek (26/1),
Herbert Sněhota (17/2),
Jan Stloukal (7/0),
Petr Svoboda (7/0),
Jiří Urbánek (8/0),
Miroslav Vítů (25/0),
Jaroslav Vojta (26/1),
Bořivoj Voborný (12/0) –
trenér Karel Kolský

### SONP Kladno
Václav Blín (21/0/5),
Václav Šreier (8/0/0) –
Antonín Bárta (17/1),
Ladislav Bártík (16/6),
Bedřich Břeh (7/0),
Petr Draxler (7/0),
Zdeněk Holoubek (23/0),
Jaroslav Chlumecký (13/2),
Rudolf Jíša (7/0),
Josef Kadraba (10/0),
Zdeněk Kofent (22/0),
Karel Nešvera (18/5),
Jan Nolč (7/0),
Josef Novák (18/1),
Bohumil Richtrmoc (17/2),
Miroslav Rys (26/2),
Václav Říha (6/0),
Jaroslav Sláma (20/0),
Ladislav Svoboda (12/3),
Jiří Škvára (5/1),
Miroslav Vlček (26/8) –
trenér Jan Fábera

### Bohemians Praha
André Houška (18/0/4),
Jaromír Ředina (10/0/1),
Ctibor Šindelář (3/0/0) –
Jiří Hák (16/2),
Vilém Hnízdo (5/1),
Antonín Holeček (6/0),
Václav Horák (24/2),
Václav Janovský (5/0),
Jozef Jarabinský (25/8),
František Jarolímek (7/1),
Josef Jílek (6/1),
František Knebort (23/5),
František Kokta (20/0),
Josef Kolman (14/0),
Milan Kratochvíl (8/0),
Jiří Kříž (11/0),
František Mottl (24/4),
Květoslav Novák (7/0),
Petr Packert (16/1),
Miroslav Pohuněk (23/2),
Jiří Sůra (2/0),
Jan Šimek (2/0),
Luboš Šrejma (2/0),
Pavel Tramba (4/1),
Pavel Trčka (18/0),
Oldřich Vojáček (8/0),
Josef Zadák (2/0) –
trenéři Jiří Rubáš (1.–13. kolo), Miloslav Kupsa (14.–22. kolo) a Josef Pařízek (23.–26. kolo)

### Jiskra Otrokovice
Josef Klus (13/0/2),
Jiří Prokeš (13/0/5),
Josef Šimon (4/0/0) –
Jaroslav Čevela (25/1),
Antonín Daněk (7/0),
Josef Gajdůšek (25/1),
František Hajduk (7/0),
Jan Hastík (14/0),
Čestmír Chaloupka (25/5),
Stanislav Chmela (23/3),
Luboslav Jenyš (17/0),
Ján Kollárik (25/1),
Josef Laga (12/0),
Milan Malota (4/0),
Jiří Ottopal (4/0),
Jiří Penner (4/1),
Milan Púchly (6/2),
Miroslav Šprňa (10/0),
Miroslav Toman (24/0),
Ivo Tomešek (13/0),
Antonín Ulman (2/0),
Milan Vinkler (12/1),
František Zatloukal (15/5),
František Žůrek (4/0)
–
trenér Jan Frejek